# レナール・エペルヴィエ
レナール・エペルヴィエ（Renard Epervier）はベルギーの全金属製の単葉の試作戦闘機である。レナール兄弟によって設計され、1928年のベルギー政府の競争試作に参加した。ベルギーの航空機メーカーStampe et Vertongenで製作されたエペルヴィエType 2は、1928年に初飛行した。7.7mm同期機銃を装備したが、1928年末にフラット・スピンを起こし失われた。2機目の試作機Type 2bisはSABCA (Société Anonyme Belge de Constructions Aéronautiques).で製作された。流線型の主脚スパッツ、エンジンフェアリングに改められた。
Type 2bisは1930年にベルギー空軍の審査を受けたが、空軍はフェアリー ファイアフライを採用し、エペルヴィエは採用されなかった。さらにエンジン出力を480hpに向上、 Type 3の検討も行ったが、試作されることはなかった。

## スペック  （Type 2bis）
- 乗員：1名
- 全長：7.00m
- 全幅：10.20m
- 全高：2.76m
- 翼面積：20.00 m2
- 空虚重量： 794 kg
- 運用時重量：1,3000 kg
- 最大離陸重量：-- kg
- 動力：Gnome et Rhône 空冷星型エンジン × 1
- 出力：480 HP

性能（目安）
- 最大速度：273 km/h
- 上昇率：1,000 mまで8分
- 武装：2 x 7.7 mm machine gun